# Ulica Złota w Warszawie

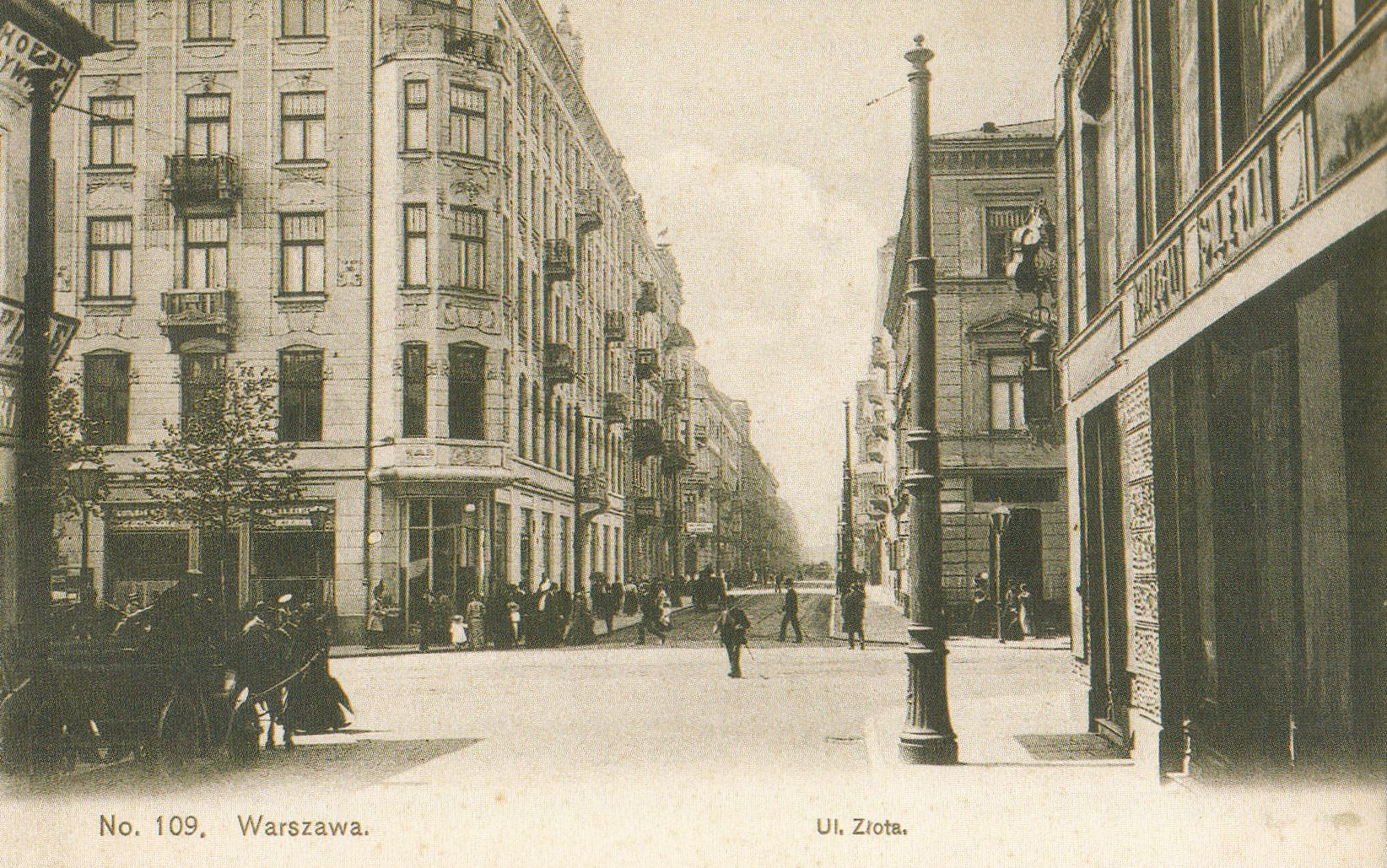
Ulica Złota przy skrzyżowaniu z ul. Marszałkowską, widok w kierunku zachodnim (ok. 1908)

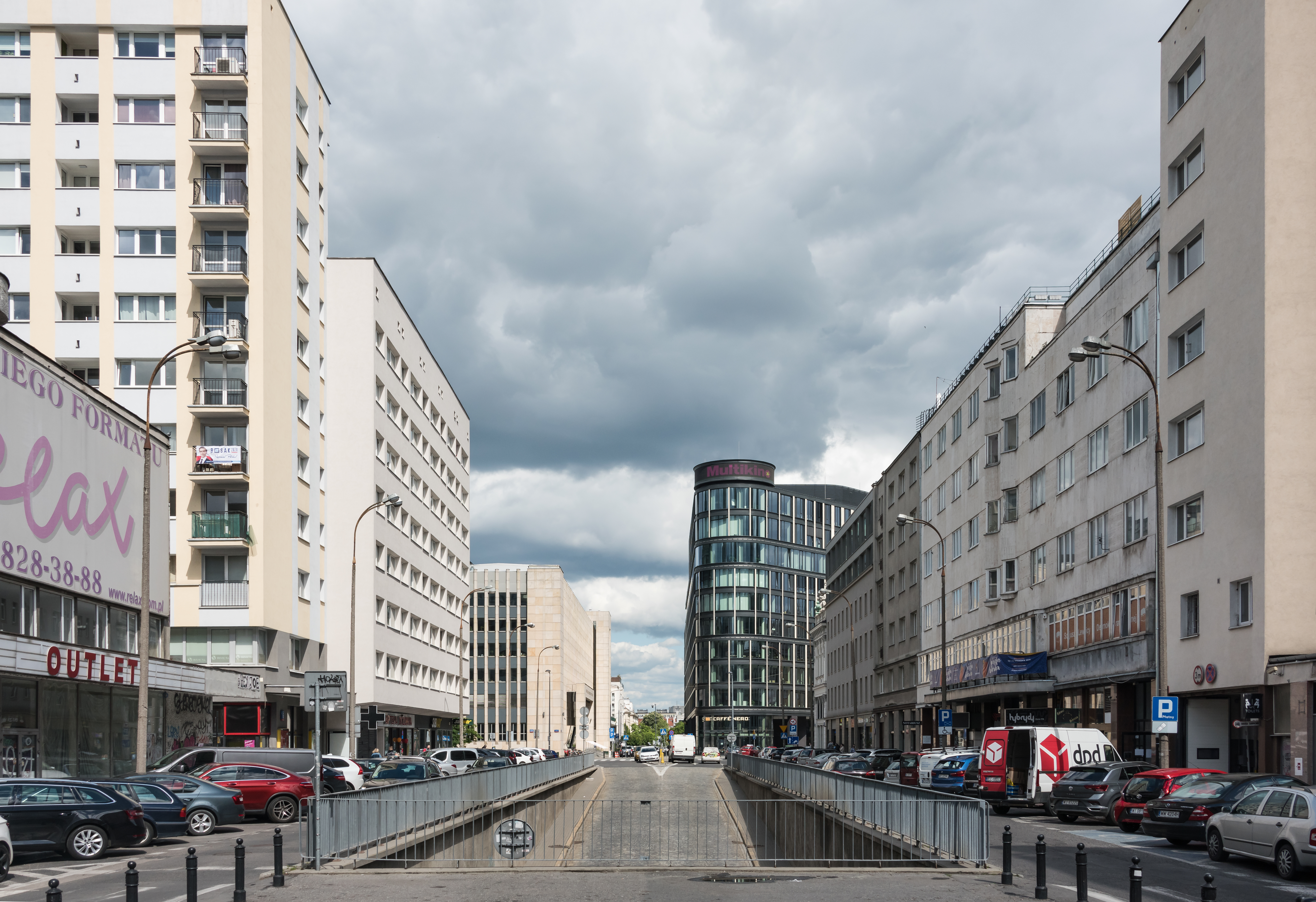
Ulica przy ul. Marszałkowskiej

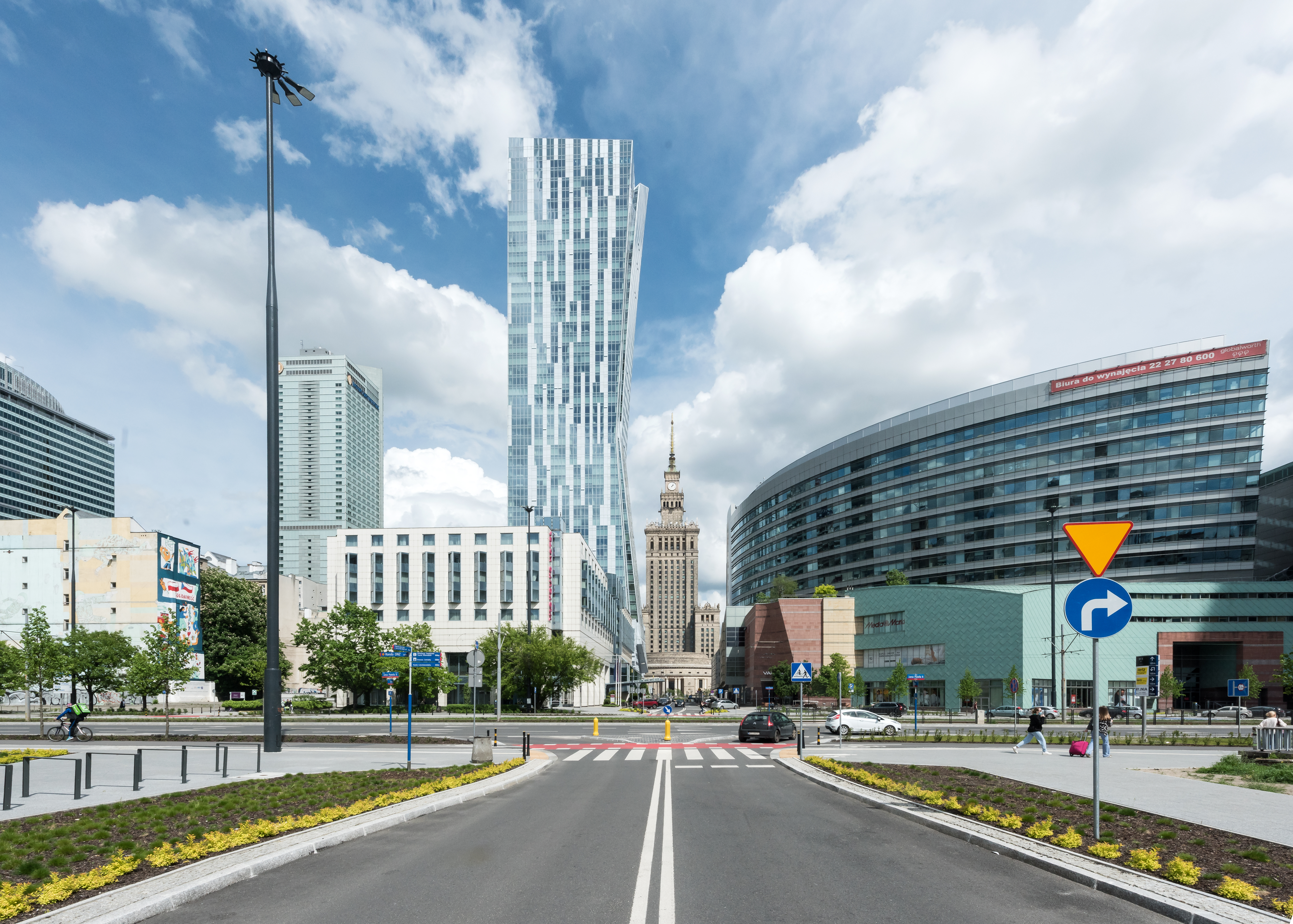
Ulica przy skrzyżowaniu z al. Jana Pawła II

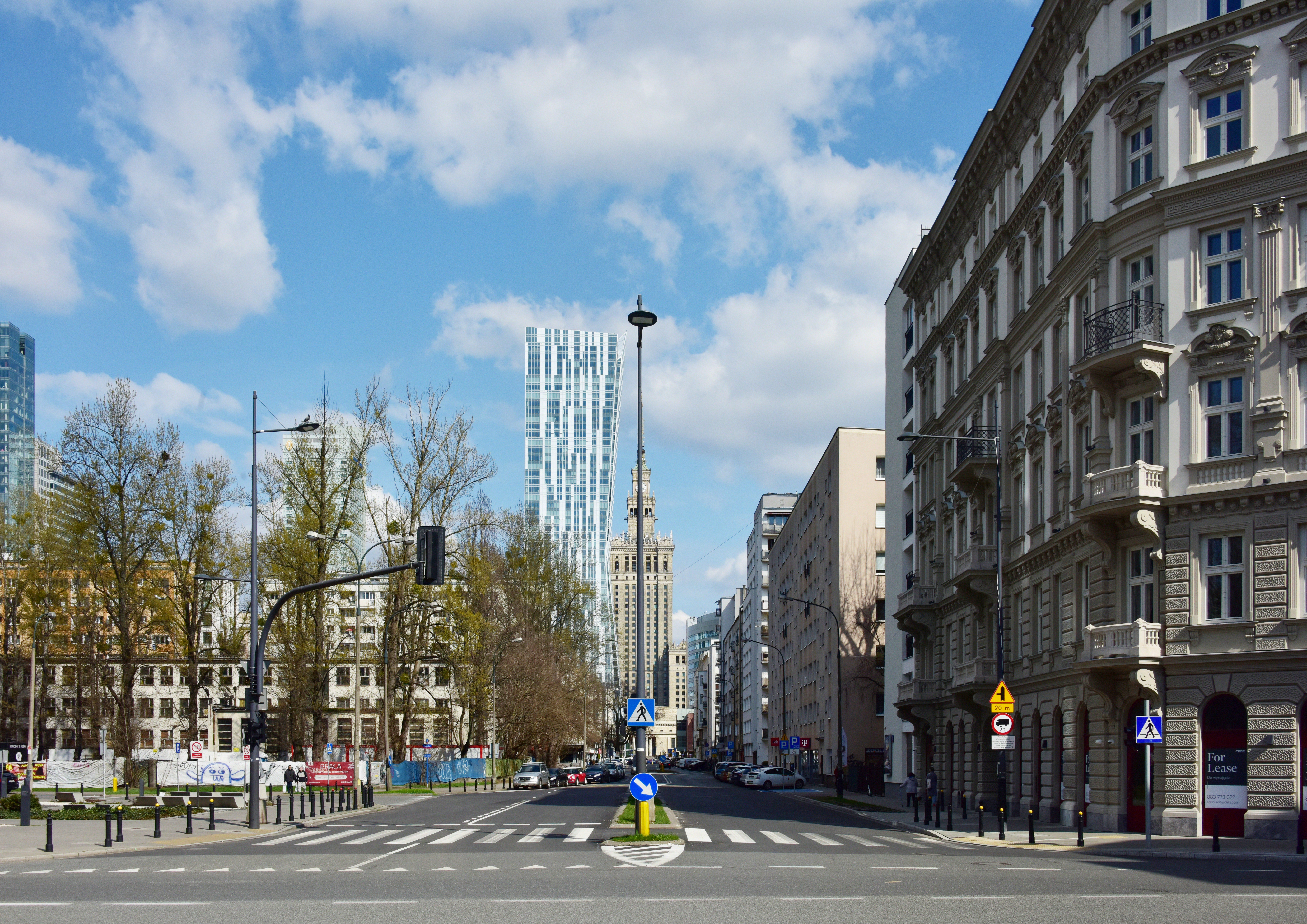
Ulica przy skrzyżowaniu z ul. Twardą

Ulica Złota – ulica w warszawskich dzielnicach Śródmieście i Wola.

## Historia
Ulica jest dawną drogą narolną. Nazwa ulica Złota została nadana w 1770. 
Na początku znajdowała się przy niej drewniana zabudowa; w 1784 stało przy niej 29 mieszkalnych zabudowań drewnianych, cegielnia oraz dwa browary. W 1827 na rogu z ul. Marszałkowską powstała fabryka tapet i papieru istniejąca do 1868. Po 1870 większość ulicy została zabudowana wysokimi kamienicami. Część ulicy wypełniona była luksusowymi sklepami umieszczonymi na parterach kamienic, ale mieściły się przy niej również zakłady przemysłowe, takie jak Fabryka Maszyn i Odlewów „Orthwein, Karasiński i S-ka” czy fabryka mydeł Karola Majewskiego.
W 1874 roku w wyniku wielkiego pożaru, który wybuchł w rejonie ulic Chmielnej, Złotej i Siennej, spłonął kwartał drewnianej zabudowy znajdującej się między ulicami Wielką i Zielną.
27 lipca 1907 oddano do użytku linię tramwaju konnego na odcinku pomiędzy skrzyżowaniami z ulicami Marszałkowską i Żelazną. Od 7 sierpnia 1908 ulicą kursowały tramwaje elektryczne. Początkowo ulicę obsługiwała linia nr 7 – z Powązek na ul. Targową, a przed końcem 1908 roku na ulicę skierowano łącznie trzy linie. Ze względu na małą szerokość ulicy oraz narastający ruch samochodowy 1 maja 1939 podjęto decyzję o wstrzymaniu ruchu tramwajowego na tej ulicy.
Zabudowa ulicy ucierpiała w czasie obrony Warszawy we wrześniu 1939. 10 listopada 1941 na ul. Złotej przywrócono ruch tramwajowy na odcinku pomiędzy skrzyżowaniami z ulicami Marszałkowską i Żelazną. Ostatecznie kursowanie tramwajów zawieszono 1 czerwca 1944. Po wojnie nie przywrócono na ulicy komunikacji tramwajowej, a tory rozebrano.
Uchwałą Rady Narodowej m.st. Warszawy z dnia 28 września 1950 nazwę fragmentu ulicy na wschód od ulicy Marszałkowskiej zmieniono na ul. Władysława Kniewskiego, w celu upamiętnienia działacza komunistycznego. W 1952, w związku z budową Pałacu Kultury i Nauki wznoszonego na osi ulicy, jej środkowy odcinek został zlikwidowany. Ciągłość ulicy została przerwana na odcinku pomiędzy skrzyżowaniami z ulicą Marszałkowską i projektowanym wtedy odcinkiem ulicy Emilii Plater.
W latach 1959–1963 przy zachodnim odcinku ulicy wybudowano osiedle Złota.
31 grudnia 1970 oddano do użytku wybudowany w ciągu ulicy tunel drogowy o długości 80 m pod ulicą Marszałkowską, umożliwiający dojazd do placu Defilad. Po południowej stronie tunelu wybudowano równoległe podziemne przejście dla pieszych o długości 43 m.
Uchwałą Rady Dzielnicy-Gminy Warszawa-Śródmieście z dnia 6 listopada 1990 wschodniemu odcinkowi ulicy przywrócono pierwotną nazwę.
W czerwcu 2024 tunel pod ulicą Marszałkowską został zamknięty, a ulica straciła połączenie z placem Defilad.

## Ważniejsze obiekty
- Gmach Krajowej Kasy Oszczędności (nr 1)
- Kamienica Assicurazioni Generali Trieste mieszcząca do końca lat 90. kino Palladium, obecnie siedziba m.in. klubu Hybrydy (nr 7/9)
- Kino Relax (nr 8)
- Siedziba Nowej Lewicy (9/4)[27]
- Wojewódzki Sąd Administracyjny (ul. Jasna 2/4, róg ul. Złotej)
- Złota 44 (nr 44)
- Hotel Mercure Warszawa Centrum (dawniej Hotel Holiday Inn) (nr 48/54)
- CXIX Liceum Ogólnokształcące im. Jacka Kuronia (nr 58)
- Kompleks biurowo-handlowo-rozrywkowy Złote Tarasy (nr 59)
- Osiedle Złota
- Fragmenty muru getta warszawskiego (nr 62 oraz ul. Sienna 55)
- Kamienica Wolfa Krongolda (nr 83)

## Obiekty nieistniejące
- City Center w Warszawie